# ثور هيلاند
ثور هيلاند (بالنرويجية البوكمول: Thor Helland)‏ هو منافس ألعاب قوى نرويجي، ولد في 10 ديسمبر 1936 في سورفولد ‏ في النرويج.

## وصلات خارجية
- ثور هيلاند على موقع رابطة إحصائيات سباق الطريق (الإنجليزية)
- ثور هيلاند على موقع أوليمبيديا (الإنجليزية)